# Juul (Unternehmen)
Juul Labs, Inc. ist der US-amerikanische Hersteller einer gleichnamigen E-Zigarette mit Sitz in Kalifornien. In den USA hatte das Unternehmen Ende 2018 einen Marktanteil von 75 % aller verkauften E-Zigaretten.

## Geschichte
Juul wurde von Adam Bowen und James Monsees gegründet. Beide hatten Design an der Stanford University studiert und gründeten im Jahr 2006 das Unternehmen Ploom, nachdem sie Einblick in die umfangreiche USCF-Bibliothek über zuvor geheime Unterlagen der Tabakindustrie genommen hatten, die nach dem MSA (Master Settlement Agreement) der Öffentlichkeit zur Verfügung gestellt werden mussten. Ihr erstes Produkt basierte auf einer alten Erfindung zum trockenen Erhitzen von Tabak, welches sie „Pax“ nannten. Die erste Ausführung wurde noch mit Butangas betrieben, dann aber auf elektrische Beheizung umgestellt. Als elektrische Zigarette wenig erfolgreich, behauptete es sich später zum trockenen Verdampfen von Kräutern als Vaporizer zum überwiegenden Gebrauch mit Cannabis und kann fast als Referenzgerät in den USA betrachtet werden. Später verkauften sie die Marke Ploom und eine Produktlinie an ein japanisches Unternehmen und firmierten danach unter Pax Labs. Aus diesem Unternehmen spalteten sie später Juul ab. Auch hier griffen sie wiederum auf einsehbare Unterlagen der Tabakindustrie zurück und etablierten auf Basis eines alten Reynold-Patentes die Nikotinabgabe mittels in den sauren pH-Bereich verschobenen protonierten Nikotins – die Nikotinsalze. Dadurch konnte der Nikotingehalt deutlich erhöht werden, ohne beim Inhalieren kratzig oder hustenreizend zu wirken. Der Verkauf der Juul-Produkte in den USA begann am 1. Juni 2015. Die Umsätze von E-Zigaretten stiegen im Jahr nach der Markteinführung von Juul um 800 Prozent. Da die E-Zigaretten in den USA viele Konsumenten im Jugendalter fand, entwickelte sich „to juul“ zu einem geläufigen Verb der Jugendsprache.
Im Dezember 2018 erwarb die Altria Group 35 % der Anteile an Juul und zahlte dafür 12,8 Milliarden Dollar. Anfang 2019 startete Juul den Vertrieb der Produkte in Deutschland. Im Jahr 2020 wurde bekannt, dass Juul den deutschen Markt wieder aufgeben will.
Im Jahr 2019 nahmen mehrere US-Behörden Ermittlungen wegen mindestens 11 Todesfällen auf, die in einen Zusammenhang mit Vaping gebracht werden. Drohende Verbote und gesetzliche Beschränkungen setzten die gesamte Branche unter Druck. Die Ablösung von CEO Kevin Burns wurde am 25. September 2019 bekanntgegeben. K.C. Crosthwaite von Altria soll das Amt übernehmen. Ende Oktober 2019 gab Altria bekannt, den Wert seiner Beteiligung an Juul (nicht die Anzahl der Anteile) um 4,5 Milliarden Dollar nach unten zu korrigieren.

## Produkte

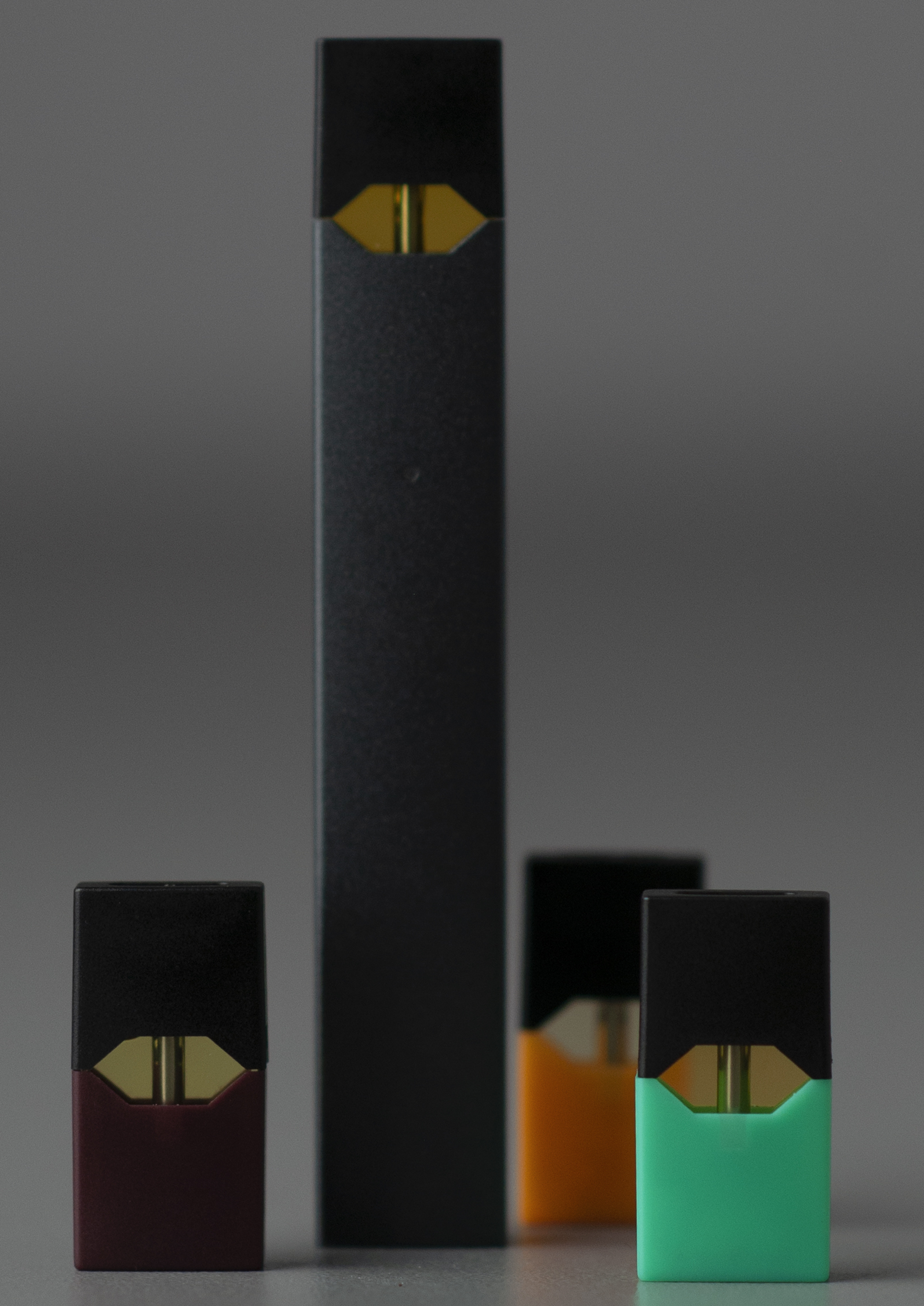
Juul Handgerät mit Pods

Das Juul-System besteht aus einer Batterie, einem Erhitzer und einer Kapsel, die E-Liquids enthält. Das Handgerät wird über einen USB-Anschluss aufgeladen und ähnelt in seiner Form einem USB-Stick.
In die Juul-Geräte können nur Kapseln des Herstellers eingesetzt werden. Die nikotin-salzbasierten E-Liquids werden in verschiedenen Geschmacksrichtungen angeboten und enthalten in den USA 59 Milligramm Nikotin pro Milliliter. In der Europäischen Union vertriebene Liquids enthalten aufgrund gesetzlicher Vorgaben maximal 20 Milligramm Nikotin pro Milliliter Flüssigkeit.
Nach zwei einstweiligen Verfügungen eines Wettbewerbers aufgrund fehlender Recycling-Symbole auf den Kartuschen und einem möglicherweise niedrigeren Nikotingehalt als auf der Verpackung ausgewiesen, musste Juul im September 2019 nach einer richterlichen Verfügung den Verkauf von noch nicht im Handel befindlichen Kartuschen vorübergehend einstellen.
Juul einigte sich im September 2022 mit 34 US-Bundesstaaten auf die Zahlung eines Bußgelds in Höhe von 438,5 Millionen Dollar (442,8 Millionen Euro), um ein Verfahren beizulegen. Die Bundesstaaten hatten dem Unternehmen vorgeworfen, seine Produkte gezielt an Minderjährige vermarktet zu haben. Laut der Vereinbarung sollte Juul in den darauf´folgenden sechs bis zehn Jahren Zahlungen an die einzelnen US-Staaten leisten.
Im Jahr 2022 entzog die US-amerikanische Lebensmittelaufsichtsbehörde FDA Juul die Genehmigung zum Verkauf ihrer Produkte in den USA.
Diese Entscheidung wurde am 7. Juni 2024 aufgehoben, weshalb Juul in den USA wieder frei verkäuflich ist.

## Gesundheitsgefahren
Da Juul-Liquids viel Nikotin enthalten, gelten sie als stark suchterzeugend. Aufgrund der einfachen Bedienung, der ansprechenden Optik und des fruchtigen Geschmacks gelten die Produkte als attraktiv für Jugendliche.
Die US-amerikanische Lebensmittelaufsichtsbehörde FDA ermittelte gegen das Unternehmen aufgrund des Verdachts, dass Juul in der Vermarktung bewusst Jugendliche anspreche. Die FDA durchsuchte den Firmensitz und stellte dabei mehr als 1000 Dokumente über die Vermarktungsstrategien des Unternehmens sicher. Im November 2018 verpflichtete die FDA Juul, Produkte nur noch an Erwachsene zu verkaufen, die ihr Alter nachweisen können. Das Unternehmen stellte daraufhin die Vermarktung über Instagram und Facebook ein. Das Unternehmen engagierte zusätzliche Lobbyisten und spendete vermehrt für Parteien.
Ein Verkauf an Jugendliche wurde in den USA 2019 per Gesetz ausgeschlossen. Die Abgabe aller Tabakerzeugnisse, einschließlich Electronic Nicotine Delivery Systems (ENDS), ist in den USA nur noch an Erwachsene (Mindestalter 21 Jahre) erlaubt.
In Deutschland wies der Suchtbericht der BZgA für 2019 in der Altersgruppe der 12- bis 17-jährigen Konsumerfahrungen mit Juul im Promillebereich aus.